# Strzeczonka
Strzeczonka – przysiółek wsi Rozwory w Polsce, położony w województwie pomorskim, w powiecie człuchowskim, w gminie Debrzno.
W latach 1975–1998 przysiółek administracyjnie należał do województwa słupskiego.